# Naționalismul catalan

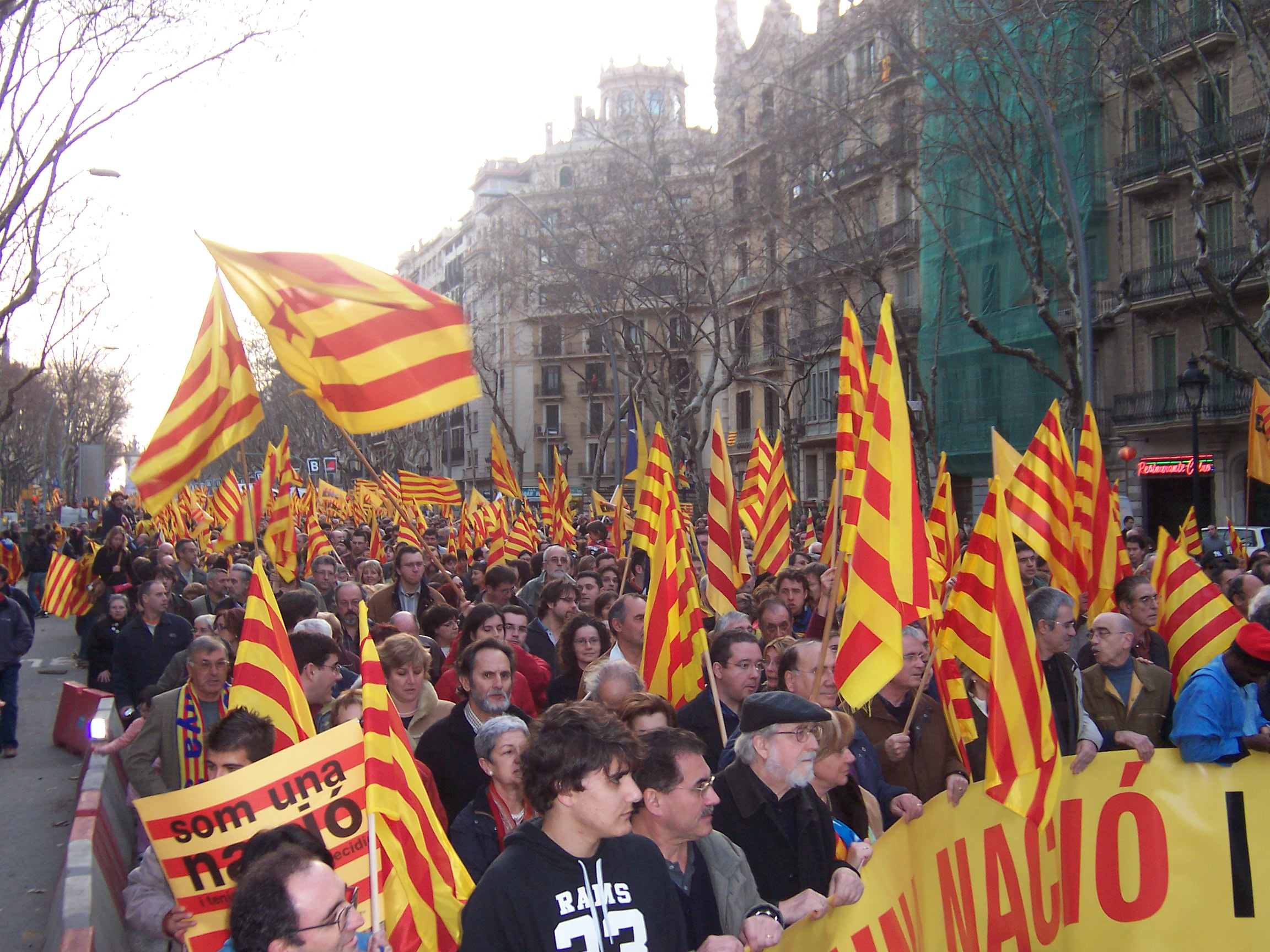
Manifestaţia „Suntem o naţiune” în Barcelona.

Naționalismul catalan, uneori numit și catalanism (din catalană catalanisme) este un curent social care apără și promovează recunoașterea individualității politice, lingvistice și culturale ale Cataloniei sau, în sensul mai larg, ale Țărilor Catalane — ale totalității teritoriilor unde se vorbește limba catalană. Din acest curent a fost derivat separatismul catalan, care cere crearea statului catalan independent